# SCORE (satélite)
SCORE (Signal Communication by Orbiting Relay Equipment) fue un satélite artificial estadounidense al que se considera el primer satélite de comunicaciones de la Historia. Fue patrocinado por DARPA y lanzado el 18 de diciembre de 1958 mediante un misil Atlas desde Cabo Cañaveral. Fue también el primer lanzamiento orbital exitoso de un Atlas. Reentró en la atmósfera el 21 de enero de 1959.
El satélite realmente consistía en el propio misil Atlas puesto en órbita con un equipo de comunicaciones integrado en la cofia. El vehículo fue utilizado para demostrar la posibilidad de lanzar y utilizar un sistema de comunicaciones basado en satélites y sus posibles problemas.
El equipo de comunicaciones consistía en equipo comercial del tipo utilizado por el ejército, con algunas modificaciones. Se utilizaron dos sistemas por redundancia. El sistema utilizaba cuatro antenas, que recorrían el cuerpo del misil en su longitud, dos para transmisión y dos para recepción. También llevaba un par de cintas magnetofónicas con una duración de cuatro minutos cada una, y en las que iban grabado un mensaje de Navidad del presidente Dwight D. Eisenhower, que fue retransmitido por el sistema de comunicaciones durante 12 días, el tiempo que duraron las baterías que alimentaban el sistema, siendo la primera vez que se transmitía una voz humana desde el espacio. El sistema podía controlarse desde cuatro estaciones situadas en los Estados Unidos (en Georgia, Texas, Arizona y California), pudiendo poner las cintas en modo de reproducción o en modo de grabación, para poder grabar nuevos mensajes. La frecuencia de emisión era de 132 MHz y la de recepción 150 MHz.
Tras el lanzamiento, el misil pasó sobre la estación situada en California, pero el sistema principal no respondió. El sistema de respaldo respondió el 19 de diciembre a los comandos enviados desde tierra y comenzó a transmitir en onda corta el mensaje pregrabado del presidente. El contenido del mensaje era el siguiente:

This is the President of the United States speaking. Through the marvels of scientific advance, my voice is coming to you from a satellite traveling in outer space. My message is a simple one: Through this unique means I convey to you and all mankind, America's wish for peace on Earth and goodwill toward men everywhere.

que traducido sería:

Habla el Presidente de los Estados Unidos. Mediante las maravillas de los avances científicos mi voz está llegando a vosotros desde un satélite que viaja por el espacio exterior. Mi mensaje es simple: a través de este medio único os hago llegar, a vosotros y a toda la humanidad, los deseos de América para que se haga la paz en la Tierra y la buena voluntad hacia todos los hombres.

El equipo de respaldo funcionó correctamente durante el resto de la misión y respondió a 78 transmisiones emitidas desde estaciones terrestres.